# Digital Cinema Initiatives
Digital Cinema Initiatives es un consorcio que apareció en marzo de 2002, cuyos miembros fundadores fueron los siete mayores estudios de cine estadounidenses. Estos son: Walt Disney Pictures, Fox Broadcasting Company, MGM, Paramount, Sony Pictures Entertainment, Universal Studios y Warner Bros.
Surgió ante la necesidad de llenar el vacío existente hasta el momento en cuanto a normas en el ámbito del cine digital. En 2005 la DCI publicó sus primeras recomendaciones técnicas para las películas digitales con las especificaciones técnicas sobre formato de archivo, transmisión, almacenamiento temporal y proyección.

## Especificaciones generales
Las especificaciones técnicas se dividen en cuatro categorías distintas, por orden descendente de calidad. La categoría más alta corresponde a las pantallas de cine de más de 15 metros de ancho, mientras que la más baja se refiere a la proyección de material en lugares públicos. El formato de compresión de imágenes adoptado es el JPEG 2000 y no el MPEG-2, aunque este último sigue siendo utilizado para la proyección digital D-Cinema y los DVD (con una compresión más fuerte, lo cual resulta en una calidad más baja). En la siguiente tabla vemos las diferencias básicas de ambos formatos:
| MÉTODO DE COMPRESIÓN | ÍNDICE DE COMPRESIÓN | RESOLUCIÓN DE COLOR                | RESOLUCIÓN ESPACIAL                    | ACCESO ALEATORIO A UNA IMAGEN | MÁXIMO RENDIMIENTO |
| MPEG-2               | 20:1                 | 8 bits/elemento                    | 1920x1080 (std) 2048x1080 (no std)     | Difícil                       | Garantizado        |
| JPEG 2000            | 10:1                 | 8 o 10 bits+ espacio XYZ /elemento | 1920x1080 (std) 2048x1080 +x4K no std) | Fácil                         | No garantizado     |

Las recomendaciones del DCI, tales como una resolución mínima de 2048 píxeles por línea (equivalente a una resolución de 2K), una cadencia de 24 a 48 imágenes por segundo y una profundidad colorimétrica de 12 bits.

## Especificaciones técnicas básicas

### Arquitecturas

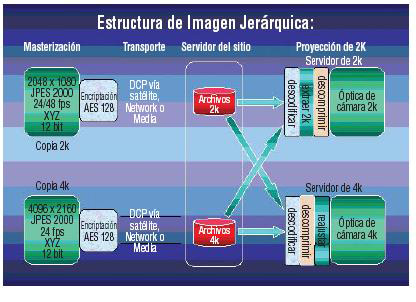
Estructura: jerarquía para imágenes de 2k y 4k.

El D-cinema es un término que ha acabado haciendo referencia a películas comerciales de gran presupuesto en las salas, con un sistema de presentación de alta calidad (servidor + proyector) que cumple con los estándares y especificaciones globales aprobados y ofrece una imagen que iguala o mejora la de una copia cero de 35mm. Los equipos de almacenamiento y proyección (Sistema de Presentación) se han diseñado específicamente para utilizarse con películas de cine. La película digital que el exhibidor recibirá del distribuidor se llama DCP (Paquete de Cine Digital para su proyección en Salas). El DCP es el archivo o conjunto de archivos comprimidos y cifrados que engloban el contenido (la película digital) y su información asociada. El DCP y el sistema de sala utilizarán una Estructura de Imagen Jerárquica, tanto para archivos de resolución 2K como para 4K, por lo que los estudios pueden elegir entregar copias/archivos de DCP tanto de 2K como de
4K, y pueden utilizarse tanto los proyectores de uno como de otro tipo, tal y como se muestra en el siguiente gráfico. Esto implica que todos los servidores serán capaces de almacenar un DCP comprimido de 2K o 4K de resolución.
contenga solamente un archivo de 2K.

### Formato de imagen y escaneo
En el escaneo, se reparte la lectura de un fotograma completo de 35mm en trozos de 3 micras, obteniendo así una cantidad de información por fotograma de 4K. De esta forma:
- La conversión de fotoquímico de 35mm a digital con un escáner a 3 micras produce 4096 píxeles horizontales x 3112 píxeles verticales, lo cual equivale a 4K, que son realmente 12 millones de píxeles o megapíxeles.
- La conversión de fotoquímico de 35mm a digital con un escáner a 6 micras produce 2048 píxeles horizontales x 1556 píxeles verticales, lo cual equivale a 2K, que son realmente 3 millones de megapíxeles.
- La transferencia de cine digital DCI de 4K y una matriz de proyección de 4096 x 2160, son 8,8 megapíxeles.
- La transferencia de cine digital DCI de 2K y una matriz de proyección de 2048 x 1080, son 2,2 megapíxeles.
- Una tarjeta gráfica de PC de 1.3K en los primeros proyectores de cine digital de 1280 por 1024 píxeles, son 1,3 megapíxeles (utilizado con lentes anamórficas para pantalla ancha)

### Proceso de masterización
El D-cinema se puede almacenar en servidores 4K (4096x2160) o en servidores 2K (2048x1080).
La tabla muestra los números que se emplean:
| NIVELES | N.º PÍXELES HORIZONTALES | N.º PÍXELES VERTICALES | RELACIÓN DE ASPECTO | RELAC. ASPECTO PÍXEL |
| 1       | 4096                     | 1714                   | 2.39:1              | 1:1                  |
| 2       | 3996                     | 2160                   | 1.85:1              | 1:1                  |
| 1       | 2048                     | 858                    | 2.39:1              | 1:1                  |
| 2       | 1998                     | 1080                   | 1.85:1              | 1:1                  |

Preparar la DSM (Fuente Original Digitalizada)hoy en día puede tener uno de estos dos enfoques:
- Contenedor 2048 x 1080, basado en archivo (Digital Intermediate or Film Scan). Aunque este es un ‘verdadero 2K’ se puede ver que el contenedor al completo no se ha llenado.
- Contenedor 1920 x 1080 basado en tiempo real, la película se transfiere al disco duro desde una máquina de Telecine. El color se corrige utilizando un proyector de Cine Digital y una salida de archivo en formato DSM. En este caso, la señal será más probable en formato componente con intensidad de bit limitada a 10 bits.

### Sistema de proyección

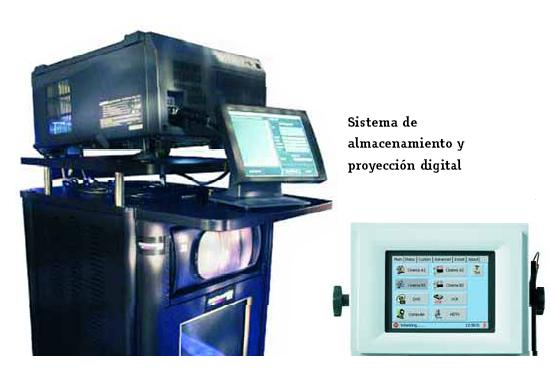
Sistema de Almacenamiento y Proyección Digital.

Los principales formatos de imagen utilizables para pantalla ancha son los definidos por DCI (2K y 4K). Cuando las imágenes se proyectan es posible que sea necesario realizar algún ajuste.
Si el formato original del proyector es diferente del formato de la imagen, habrá que proceder a ajustarlo. Si el formato de proyección original tiene que actualizar todos los píxeles simultáneamente, y si la imagen está entrelazada, será necesario llevar a cabo en algún momento del procesamiento un desentrelazado o procesamiento de la tasa de velocidad.

### Compresión y almacenamiento
Cuando hablamos de la distribución de contenidos a los cines, hay que tener en cuenta tres grandes áreas técnicas: primero, los formatos de compresión para elementos de imagen y sonido (incluyendo audio no comprimido); segundo, el formato de almacenamiento, que actúa como servidor para las series de elementos comprimidos y metadatos asociados; y, en tercer lugar, el
esquema de codificación aplicado. La distribución de Cine Digital incluye el proceso de
transmisión de películas a salas de cine y su consiguiente proyección. Por tanto, la compresión de los datos es necesaria para reducir el coste y el tiempo de transmisión y almacenamiento de películas. Esfuerzos conjuntos han hecho que la DCI recomendara una solución tecnológica para la distribución basada en el desarrollo de JPEG2000, que es un ejemplo típico de compresión intra-fotograma.
Los fabricantes de sistemas de cine han difundido
diferentes formatos de almacenamiento y desde DCI se recomienda almacenamiento de imagen, audio junto con almacenamiento con claves de seguridad. Estas son
distribuidas en un mensaje corto codificado llamado KDM
o Key Delivery Message (mensaje de distribución en clave).

## Especificaciones técnicas avanzadas

### Certificados
D-Cinema recomienda la criptografía asimétrica. Equivalentemente a la criptografía simétrica que usa la misma clave para cifrar y descifrar datos, en este caso existen dos claves. Así, la clave usada para cifrar datos no servirá para descifrar esos datos.
Las claves son distribuidas bajo metadatos que describen la persona u organismo que compra esa clave privada. El estándar que lo define es el X.509 de la norma ITU.
Al certificado también se añade una firma digital normalmente diferente a la clave privada y se usa para verificar la autenticidad de certificado. La autentificación del certificado es pues, recursiva: en vez de verificar que el certificado es válido, se debe descifrar la firma usando la clave privada.
La información del certificado está en formato legible. Ésta servirá para validar el certificado y los mensajes de distribución de clave KDM (Key Delivery Messages) mediante la comparación de los valores de salida de ambos.

### Mensajes clave KDM (Key Delivery Messages)
Estos mensajes de distribución de clave están en formato XML debido a que estos ficheros pueden contener otros formatos distintos. La principal unidad de datos almacenada en el documento es el elemento XML cuya función es dar información de la totalidad del documento y de su estructura compuesta por subelementos. 
La firma XML es un estándar para crear y verificar firmas digitales en documentos XML. Ésta permite validar la lista de reproducción, la lista de paquetes y los mensajes KDM. De este modo se sabe si el documento fue realmente firmado por la parte identificada que adjunta en el mismo. También permite saber si el documento ha sido modificado o dañado desde que fue firmado.
Los mensajes KDM en un documento XML contienen la información cifrada necesaria para reproducir una composición o lista de reproducción. KDM es un tipo de ETM (Extra-Theater Message). Para la autentificación de los mensajes KDM se recorrerán varios campos como en número de serie, fecha de inicio y fin de la validación, elemento inicial del mensaje, tipo de mensaje, texto descriptivo del mensaje KDM…

### Formato de los paquetes para D-Cinema
Los ficheros de pistas de D-Cinema y las listas de reproducción tienen unos identificadores llamados UUIDs. Cuando se escriben los paquetes en un volumen de una unidad de disco, se crea una cabecera que incluye el tamaño y la localización de cada fichero dentro del paquete. Cada volumen tiene un índice en forma de fichero para diferenciarlos en distribuciones de volúmenes múltiples. Tanto la cabecera como los índices de volumen son fichero XML.
La lista de paquete también es un documento XML que especifica el contenido de un paquete D-Cinema. Contiene el UUID, el tipo de fichero y un mensaje que sitúa cada fichero en el paquete. Esta información se usa para asegurarse que todos los ficheros implicados han sido incluidos sin modificar o corromper en el transporte. 
La lista de paquete lleva la siguiente información: identificador, fecha, entidad u organismo, software o sistema con el que se generó, descripción del contenido de paquete en un fichero de texto legible…

### Características comunes de seguridad
Los procedimientos de seguridad son de 2 tipos: Seguridad en el procesado de bloque y seguridad de comunicaciones Intra-Theaters y reporte periódico.
- Seguridad en el procesado de bloque.- Se verifica que cada bloque transporta exactamente un certificado D-Cinema y que el certificado es correcto, Éste lleva un nombre común cuya misión es identificar el dispositivo físico. (Por ejemplo un número de serie). El certificado del dispositivo vendrá de fábrica. Además el bloque debe llevar incorporado un módulo de protección que evita el acceso a la circuitería interna detectando y grabando en este módulo, las posibles manipulaciones.
- En cada sesión, una vez empezada la comunicación, se debe verificar que todos los bloques están configurados de forma reconocible. Se mantendrá una comunicación permanente durante toda la sesión a través de una red Ethernet. Por otro lado, el módulo de seguridad de bloque proporciona una verificación periódica que hará más robusta la comunicación a través de reportes en forma de documento XML en cada bloque. El preámbulo de estos reportes identifica el dispositivo y lleva incorporada una secuencia de grabaciones de seguridad que pueden ser firmas electrónicas.

### Media Block (MB)
Los MD añaden seguridad al bloque y abarca comprobaciones y descifrado de todo tipo de formatos de sonido e imagen. Las comprobaciones son de SM (Security Manager), de LD (Link Decryptor) y de reloj y tiempo.
- SM detecta y reinicia los playback. Procesa la imagen esperada integrada en un pack de metadatos para detectar y reiniciar desviaciones del fichero imagen y de la secuencia de cuadros esperada. También graba las comprobaciones de los cuadros en el caso de que estas se lleven a cabo en tiempo real. Para el sonido se realizara un proceso equivalente al de los cuadros de imagen y también se comprueban y graban las tramas de sonido en caso de procesado en tiempo real.
- Las comprobaciones de LD sólo se realizan a sistemas que usen este tipo de cifrado. Se comprueba que para el playback, el contenido no está cifrado. Entonces SM asume directamente que todo está listo para la reproducción en el proyector.
- En la sección de reloj y tiempo se describen los requerimientos generales de tiempo en el sistema de proyección y de sus dispositivos individuales. Todos los requerimientos son aplicables a SM. En el ajuste de reloj, se verifica que mantiene la sincronización entre auditorios, exhibidores. Este reloj se puede ajustar con un offset máximo de 6 minutos siendo su resolución de un segundo.

Se puede reproducir la imagen independientemente del sonido (y viceversa) con un decodificador JPEG2000. Este decoder soporta imágenes de 2K y 4K con una frecuencia de muestreo de 24 a 48 cuadros por segundo. Los colores se representan con una profundidad de 12 bits/muestra. Las velocidades y resoluciones de cuadro posibles son las siguientes:
- 4096 x 2160 a 24 fps.
- 2048 x 1080 a 24 fps.
- 2048 x 1080 a 48 fps.

La reticencia comercial de otros fabricantes de proyectores a emplear un espacio de color produjo muchas discusiones sobre qué debía usarse específicamente según DCI. El resultado de tales discusiones fue un sistema llamado Capital XYZ. Esto suena complejo pero en realidad
no lo es. El color fue ya descrito por la CIE En resumen, los estándares propuestos por DCI precisan que el sistema de cine digital pueda llevar todas las
coordenadas CIE XYZ. Esto va más allá del espectro visible, de forma que cada dispositivo de proyección contará con un circuito para dibujar un mapa desde el recipiente CIE
hasta sus propios parámetros. El punto importante aquí es que el proyector de referencia para masterización use una fuente de color TIP3. Si avanzan las nuevas tecnologías, como por ejemplo
los proyectores láser, entonces esta referencia para masterización tendrá que cambiar.
En cuanto al sonido, existen 16 canales digitales de audio a 24 bits y 48 o 96KHz pero se recomienda la transmisión de dos canales serie (lineales) con muestras de audio digital. Existe ruido rosa (limitado en banda) con un ancho de banda de 22KHz para el caso de reproducción a 48KHz y del doble para el caso de 96KHz.

### Proyector
El proyector que propone DCI está basado en un sistema de procesado de luz que incluye componentes ópticos y electrónicos. Las recomendaciones de nivel de luz son de entre 0.01cd/m² y 0.03cd/m². La pantalla debe ser no especular y de reflectividad uniforme en todo el espectro visible. Además tendrá una máscara negra variable que se ajustará a al tamaño del cuadro. Como mínimo debe incluir los formatos de imagen 1.85:1 y 2.39:1. El proyector tiene un protector físico alrededor de su perímetro que evita el acceso a cubiertas y puertas interiores. El decodificador de bloques del proyector es compatible con el sistema de bloques anteriormente descrito mediante la compatibilidad mutua entre los sistemas lógicos y electrónicos que incorpora. Este descifrará la señal cifrada por bloques a la vez que se asegura que cada uno de ellos sólo incorpora una comprobación SM. La estructura de muestras para representar una imagen es 4096 x 2160 o 2048 x 1080 pero el proyector debe estar capacitado para recibir el formato 4096 x 2160 de imagen y reproducirlo en 2048 x 1080. Esta conversión espacial se realiza con un ratio 2:1 en cada eje de la imagen. Además está preparado para ajustar el ancho o el alto de la secuencia de imágenes automáticamente a un tamaño sin que este escalado produzca deformidades visibles en la imagen. El valor de luminancia que reproduce en el centro de la pantalla cuando se proyecta un blanco puro es de 48cd/m². Su contraste nominal secuencial, que se mide por la diferencia entre una imagen totalmente blanca y otra totalmente negra, alcanza el valor 1200:1 y entre cuadros es de hasta 100:1.

### Pantalla
La interfaz para el sistema de almacenaje de la pantalla (Ethernet) será de 1GB/s o mejor. La transmisión puede ser en cable de cobre (1000Base-T) o en fibra óptica (1000Base-FX), descrita en el protocolo TCP/IP. Tiene una capacidad de hasta 1TByte, con un sistema de redundancia de bits por si se produjeran fallos en el disco duro y una velocidad de 307 Mbps.

### Sistema de configuración típico DCI
En la siguiente imagen se puede ver un esquema de la configuración ya mencionada: extra-theater e intra-theater que engloban el sistema de configuración de cine digital que propone DCI.

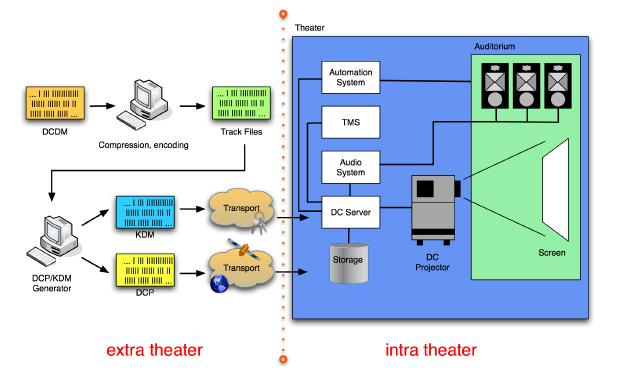
Sistema de Configuración Típico DCI.